# فرانک اولیگ
فرانک اولیگ (به آلمانی: Frank Uhlig) بازیکن فوتبال و مدافع اهل آلمان شرقی بود که از سال ۱۹۸۰ میلادی عضو تیم ملی فوتبال آلمان شرقی بوده‌است. وی در ۱ بازی ملی حضور داشته و در بازی‌های ملی‌اش گلی به ثمر نرساند. فرانک اولیگ آخرین بازی ملی خود را در سال ۱۹۸۰ میلادی انجام داد.